# Ludwig (Leiningen-Leiningen)

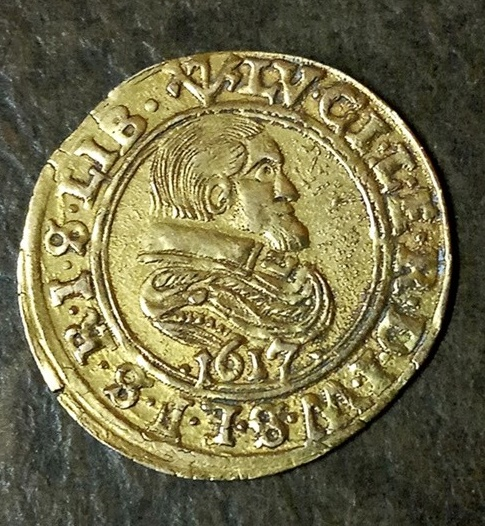
Graf Ludwig von Leiningen auf einem 1617 in Grünstadt geschlagenen Goldgulden

Ludwig von Leiningen-Westerburg (* 10. August 1557; † 22. August 1622 in Oberbronn) war Graf zu Leiningen-Leiningen.

## Leben
Ludwig war der älteste Sohn von Philipp I. (* 1527; † 1597), Graf zu Leiningen-Leiningen, und dessen erster Gattin Amalie von Zweibrücken-Bitsch (* 1537; † 1577), der Tochter des Grafen Simon V. von Zweibrücken-Bitsch († 1540). Sein Vater entstammte dem Adelsgeschlecht Leiningen-Westerburg, das vom Hause Runkel abstammt, und hatte im Rahmen der Aufteilung der Grafschaft Leiningen-Westerburg zwischen ihm und seinen Brüdern die Nebenlinie Leiningen-Leiningen begründet. Durch Ehe mit Amalie, hatte er seine Grafschaft Leiningen-Leiningen zudem um deren Erbe, das Gebiet der Reichsgrafschaft Rixingen, vergrößert.
Graf Ludwig studierte in Straßburg, lebte nach seiner Heirat zunächst auf der Burg Altleiningen, zog aber bald nach Oberbronn, wo er das alte Schloss umbaute und bewohnte. Beim Tode seines Vaters erbte er 1597 dessen Grafschaft, ließ Burg Altleiningen zum Schloss ausbauen und die Burg Neuleiningen renovieren. Außerdem nahm er ehemalige Silber- und Kupferbergwerke bei Altleiningen wieder in Betrieb und bewarb sich um das Münzrecht, das ihm von Kaiser Rudolf II. am 29. Januar 1611 gewährt wurde. Der Graf richtete daraufhin seine Münzstätte zuerst in Altleiningen, bald jedoch in Grünstadt ein und schlug große Mengen Goldgulden und Silbermünzen.
Mit seinem Schwager, Graf Simon VI. zur Lippe, pflegte er ein sehr freundschaftliches Verhältnis. Dieser schenkte bzw. verschaffte dem Grafen Ludwig ostfriesische Pferde, während Letzterer dem Grafen Simon gute Weine aus seiner Heimat besorgte. Ludwig war 1590 und 1596 bei ihm zu Besuch, seine Gattin 1583 und 1592.
Graf Ludwig starb 1622 in Oberbronn und wurde dort begraben. Nach seinem Tod teilte man das Land zwischen seinen beiden noch lebenden Söhnen auf. Der Jüngere, Philipp II., erhielt den Teil um die Reichsgrafschaft Rixingen, wo er die neue Nebenlinie Leiningen-Rixingen begründete; der ältere Johann Kasimir erhielt die restlichen Stammlande und setzte die Hauptlinie Leiningen-Leiningen fort.
Der Historiker Johann Ludwig Knoch (* 1712; † 1808) schreibt über ihn: „Ein Mann von grossem Ansehen, Gelehrsamkeit und vielen rühmlichen Tugenden.“

## Heirat und Nachkommen
1578 heiratete er Bernhardine zur Lippe (* 1563; † 1628), Tochter des Grafen Bernhard VIII. zur Lippe. Mit ihr hatte er neun Kinder:
1. Georg Philipp (* 10. Dezember (Januar?) 1579; † 10. August 1589)
2. Amalie (* 1581; † 12. Mai 1582)
3. Ursula Maria (* 14. Februar 1583; † 19. Januar 1638) ⚭ 1606 Graf Maximilian von Pappenheim
4. Simon (* 7. Januar 1584; † 1585)
5. Amalie (* 14. November 1586; † 19. März 1604)
6. Johann Casimir (* 1. Februar 1587; † 30. (20.?) September 1635), Graf zu Leiningen-Leiningen ⚭ 1617 Martha von Hohenlohe-Weikersheim (* 1575; † 1638)
7. Anastasia (* 30. November 1588) ⚭ 1624 Graf Conrad Wilhelm von Tübingen
8. Philipp II. (* 5. Januar 1591; † 9. Februar 1668),[2] Graf zu Leiningen-Rixingen ⚭ 1618 Agathe Katharina Schenk zu Limpurg (* 1595; † 1664)
9. Ludwig Emich (* 24. August 1595; † 1. Juni 1635),[2] Graf von Westerburg-Leiningen-Oberbronn